# Djulö kvarn
Djulö kvarn – miejscowość (tätort) w Szwecji, w regionie administracyjnym (län) Södermanland (gmina Katrineholm).
Miejscowość położona jest w prowincji historycznej (landskap) Södermanland, ok. 2 km na południe od centrum Katrineholm nad jeziorem Djulösjön, leżącym w systemie rzeki Nyköpingsån.
W 2010 r. Djulö kvarn liczyło 209 mieszkańców.